# 韦斯特比格兹
韦斯特比格兹是冰岛西峽灣區的市镇。市镇面积为1,511平方公里，2024年8月人口数量为1,447人。市镇内主要聚居地为帕特雷克斯菲厄澤、陶爾克納菲厄澤和比爾德達勒。
2023年10月28日市镇居民投票决定与陶尔克纳峡湾区合并。2024年5月19日陶尔克纳峡湾区合并至韦斯特比格兹市镇。